# 牧全
牧 全（まき ぜん、1992年〈平成4年〉6月16日 - ）は、日本の元プロバスケットボール選手・指導者。愛知県西尾市出身。ポジションはシューティングガード。B.LEAGUE・レバンガ北海道でスキルコーチと通訳を努めている。

## 来歴
愛知県西尾市生まれ。西尾市立西尾小学校、西尾市立西尾中学校、サンタクルーズ高校、モントレー・ペニンシュラ大学、ソノマ州立大学出身。
小学校4年生の時にNBA選手のアレン・アイバーソンに憧れてバスケットボールを始める。小学校6年生くらいから本格的にプロを目指し始め、西尾市立西尾中学校3年生のときに渡米し、カリフォルニア州Santa Cruz High Schoolへ留学し、短大のMonterey Peninsula Collegeを経てソノマ州立大学（NCAAディビジョンⅡ）に進学して同校のバスケットボールチームでプレイした。卒業後の2015年7月にNBLレバンガ北海道のワークアウトに参加して合格し、7月29日に同チームと入団契約。2016-17シーズンはチームの副キャプテンを務めた。2018年8月23日の練習中に負傷し、左前十字靭帯断裂と診断され2018年9月29日から2019年4月17日まで故障者リストに登録されたため、2018-19シーズンは１試合のみの出場となった。
2019年6月21日に横浜ビー・コルセアーズへの移籍が発表された。
2019-20シーズンは、36試合に出場して一試合平均出場時間6.0分、1試合平均得点2.0点。チームの不振でシーズン途中でヘッドコーチが変わる環境の中で、牧自身も出場時間を延ばせない苦しいシーズンとなった。
2020年4月に横浜からの退団が発表され、5月に古巣レバンガ北海道への移籍が発表された。
2022年6月、現役引退が発表された。
2024-25シーズンよりレバンガ北海道にてスキルコーチと通訳を務めている。

## 人物

### バスケットボールプレイヤーとしての特徴
- 牧自身は、自分のプレーの特長はとにかくハードワークすること、シューティングガードだが、ポイントガードが苦しい時はボールを運んだり、ディフェンスで身体を張ったプレイなどができることだと語っている[4]。
- レバンガ北海道のチーム統括　清永 貴彦は、持ち味の3ポイントやフリースローなどといったシュート力に加え、フィジカル面でも当たり負けしないディフェンスや、トランジションでの積極的な参加などを評価している[4]。

### その他
- 尊敬する人はGene Cotter[1]。（補足：カリフォルニアのバスケットボールスクール「Basketball Jones Hoop Camps」のオーナーである。2016年7月に交通事故で死亡している[10]）。
- 大学卒業後にレバンガ北海道への入団を決めたのは日本代表経験がある折茂選手とプレーしたいことと、北海道の環境は牧の故郷であるカリフォルニアに似ていると考えたためである。しかし入団後には、北海道はカリフォルニアよりずっと寒かったと語っている[3]。
- 趣味は温泉と寺社めぐりで、好きなアーチストはカニエ・ウエストである[3][11]。
- 好きな女性のタイプは「目標に向かってコツコツ頑張れる人」[11]、好きな女性タレントは｢ゆうこりん｣[1]。
- レバンガ北海道のキャプテンである多嶋朝飛は、牧の良い所について｢ファンへの対応も含めて基本的にめっちゃ優しい。それに一見、ハーフで強面な印象がありますが、ニコッとしたときの笑顔がすごくカワイイんです。優しいうえにそんな笑顔も持っているなんてズルいですよ。｣と語っている[12]。
- 牧は極めて小食で、横浜時代のチームメイトである橋本尚明によると「ウサギ並みの食欲」とのこと[13]。
- 横浜ビー・コルセアーズ時代のチームメートである生原秀将が選ぶNo.1イケメンBリーガーは、牧全だと述べている。生原秀将にとって牧全は学生時代からの憧れの存在であり、同じチームになって実際に話しても、内と外の隔たりがない完璧な人間だと感じたとのこと。生原がこれまでの半生で出会ったあらゆる人間の中で、最も格好いい人間が牧全であると力説している[14]。

## 記録
| シーズン    | チーム | GP | GS | MPG  | FG%  | 3P%  | FT%  | RPG | APG | SPG | BPG | TO  | PPG |
| ----------- | ------ | -- | -- | ---- | ---- | ---- | ---- | --- | --- | --- | --- | --- | --- |
| NBL 2015-16 | 北海道 | 48 | 1  | 9.2  | .311 | .267 | .786 | 1.5 | 0.4 | 0.3 | 0.1 | 0.5 | 1.7 |
| B1 2016-17  | 北海道 | 29 | 0  | 12.6 | .346 | .375 | .654 | 2.1 | 0.8 | 0.2 | 0.0 | 0.7 | 2.8 |
| B1 2017-18  | 北海道 | 33 | 7  | 10.5 | .412 | .472 | .806 | 1.2 | 0.8 | 0.3 | 0.0 | 0.4 | 3.5 |
| B1 2018-19  | 北海道 | 1  | 0  | 1.0  | -    | -    | -    | 0.0 | 0.0 | 0.0 | 0.0 | 0.0 | 0.0 |
| B1 2019-20  | 横浜   | 36 | 1  | 6.6  | .443 | .458 | .700 | 0.9 | 0.2 | 0.1 | 0.1 | 0.3 | 2.0 |
| B1 2020-21  | 北海道 | 43 | 0  | 7.1  | .351 | .349 | .600 | 0.8 | 0.5 | 0.3 | 0.0 | 0.3 | 1.6 |